# Eucalyptus splendens
Eucalyptus splendens är en myrtenväxtart som beskrevs av K. Rule. Eucalyptus splendens ingår i släktet Eucalyptus och familjen myrtenväxter. Inga underarter finns listade i Catalogue of Life.